# Conferencia Este (MLS)
La Conferencia del Este (en inglés, MLS Eastern Conference) es una de las dos Conferencias de la Major League Soccer (MLS), primera división del fútbol en los Estados Unidos y Canadá. 
La Conference Cup, se otorga desde 1996 -cuando la liga inició su primera temporada-, al campeón de cada Conferencia -Este y Oeste-, en el torneo eliminatorio anual de postemporada de playoffs de la Major League Soccer. La MLS Cup, el partido por el campeonato de liga, es el último partido de la MLS, entre los campeones de Conferencias.
Según el formato actual adoptado para la temporada 2023, 18 equipos se clasifican para el torneo según el total de puntos de la temporada regular: los nueve equipos mejor clasificados de la Conferencia Este y de la Conferencia Oeste.

## Miembros actuales
- Atlanta United F. C.
- Charlotte F. C.
- Chicago Fire
- F. C. Cincinnati
- Columbus Crew
- D. C. United
- Inter de Miami
- C. F. Montréal
- Nashville S. C.
- New England Revolution
- New York City F. C.
- New York Red Bulls
- Orlando City S. C.
- Philadelphia Union
- Toronto F. C.

## Miembros de la conferencia por año

### 1996 - 1997
- Columbus Crew
- D. C. United
- New England Revolution
- NY/NJ MetroStars
- Tampa Bay Mutiny

Creación de la MLS 1996

### 1998 - 1999
- Columbus Crew
- D. C. United
- MetroStars
- Miami Fusion F. C.
- New England Revolution
- Tampa Bay Mutiny

Cambios de la temporada 1997
- New York/New Jersey MetroStars cambió su nombre a simplemente MetroStars.
- Miami Fusion fue añadido como equipo de expansión de 1998.

### 2000 - 2001 (División Este)
- D. C. United
- MetroStars
- Miami Fusion F. C.
- New England Revolution

Cambios de la Temporada 1999
- La Conferencia Este cambió de nombre a División Este con la creación de la División Central.
- Columbus Crew y Tampa Bay Mutiny fueron movidos a la División Central.

### 2002 - 2004
- Chicago Fire
- Columbus Crew
- D. C. United
- MetroStars
- New England Revolution

Cambios de la Temporada 2001
- La División Este cambio de nuevo a Conferencia del Este, tras la desaparición de Miami Fusion y Tampa Bay Mutiny, resultando en la disolución de la División Central.
- Chicago Fire y el Columbus Crew fueron movidos desde la División Central.

### 2005
- Chicago Fire
- Columbus Crew
- D. C. United
- MetroStars
- New England Revolution
- Kansas City Wizards

Cambios de la Temporada 2004
- Kansas City Wizards fue movido desde la Conferencia del Oeste.

### 2006
- Chicago Fire
- Columbus Crew
- D. C. United
- Kansas City Wizards
- New England Revolution
- New York Red Bulls

Cambios de la Temporada 2005
- El MetroStars cambió su nombre a New York Red Bulls.

### 2007 - 2009
- Chicago Fire
- Columbus Crew
- D. C. United
- Kansas City Wizards
- New England Revolution
- New York Red Bulls
- Toronto F. C.

Cambios de la Temporada 2006
- Toronto FC fue añadido como equipo de expansión de 2007.

### 2010
- Chicago Fire
- Columbus Crew
- D. C. United
- Kansas City Wizards
- New England Revolution
- New York Red Bulls
- Philadelphia Union
- Toronto F. C.

Cambios de la Temporada 2009
- Philadelphia Union fue añadido como equipo de expansión de 2010.

### 2011
- Chicago Fire
- Columbus Crew
- D. C. United
- Houston Dynamo F. C.
- New England Revolution
- New York Red Bulls
- Philadelphia Union
- Sporting Kansas City
- Toronto F. C.

Cambios de la Temporada 2010
- Kansas City Wizards cambió su nombre a Sporting Kansas City.
- Houston Dynamo fue movido desde la Conferencia Oeste.

### 2012 - 2014
- Chicago Fire
- Columbus Crew
- D. C. United
- Houston Dynamo F. C.
- Montreal Impact
- New England Revolution
- New York Red Bulls
- Philadelphia Union
- Sporting Kansas City
- Toronto F. C.

Cambios de la Temporada 2011
- Montreal Impact fue añadido como equipo de expansión de 2012.

### 2015
- Chicago Fire
- Columbus Crew
- D. C. United
- Montreal Impact
- New England Revolution
- New York City F. C.
- New York Red Bulls
- Orlando City S. C.
- Philadelphia Union
- Toronto F. C.

Cambios de la Temporada 2014
- New York City FC y Orlando City fueron añadidos como equipo de expansión de 2015.
- Houston Dynamo y Sporting Kansas City fueron movidos a la Conferencia del Oeste.

### 2017
- Atlanta United F. C.
- Chicago Fire
- Columbus Crew
- D. C. United
- Montreal Impact
- New England Revolution
- New York City F. C.
- New York Red Bulls
- Orlando City S. C.
- Philadelphia Union
- Toronto F. C.

Cambios de la Temporada 2016
- Atlanta United FC fue añadido como equipo de expansión de 2017.

### 2019
- Atlanta United F. C.
- Chicago Fire
- F. C. Cincinnati
- Columbus Crew
- D. C. United
- Montreal Impact
- New England Revolution
- New York City F. C.
- New York Red Bulls
- Orlando City S. C.
- Philadelphia Union
- Toronto F. C.

Cambios de la Temporada 2018
- FC Cincinnati fue añadido como equipo de expansión de 2019.

### 2020
- Atlanta United F. C.
- Chicago Fire
- F. C. Cincinnati
- Columbus Crew
- D. C. United
- Inter de Miami
- Montreal Impact
- Nashville S. C.
- New England Revolution
- New York City F. C.
- New York Red Bulls
- Orlando City S. C.
- Philadelphia Union
- Toronto F. C.

Cambios de la Temporada 2019
- Inter Miami CF fue añadido como equipo de expansión de 2020.

Cambios durante la Temporada 2020
- Nashville SC fue movido a la conferencia Este desde el Oeste en julio.

### 2021
- Atlanta United F. C.
- Chicago Fire
- F. C. Cincinnati
- Columbus Crew
- D. C. United
- Inter de Miami
- C. F. Montréal
- Nashville S. C.
- New England Revolution
- New York City F. C.
- New York Red Bulls
- Orlando City S. C.
- Philadelphia Union
- Toronto F. C.

Cambios de la Temporada 2020
- Montreal Impact cambió su nombre a CF Montreál.

### 2022
- Atlanta United F. C.
- Charlotte F. C.
- Chicago Fire
- F. C. Cincinnati
- Columbus Crew
- D. C. United
- Inter de Miami
- C. F. Montréal
- New England Revolution
- New York City F. C.
- New York Red Bulls
- Orlando City S. C.
- Philadelphia Union
- Toronto F. C.

Cambios de la Temporada 2021
- Charlotte FC fue añadido como equipo de expansión de 2022.
- Nashville SC fue movido a la conferencia Oeste.

### 2023
- Atlanta United F. C.
- Charlotte F. C.
- Chicago Fire
- F. C. Cincinnati
- Columbus Crew
- D. C. United
- Inter de Miami
- C. F. Montréal
- New England Revolution
- New York City F. C.
- New York Red Bulls
- Orlando City S. C.
- Philadelphia Union
- Toronto F. C.
- Nashville S. C.

Cambios de la Temporada 2022
- Nashville SC fue movido desde la conferencia Oeste.

## Ganadores de la Conferencia
| Temporada | Equipo                 |
| --------- | ---------------------- |
| 1996      | Tampa Bay Mutiny       |
| 1997      | D. C. United           |
| 1998      | D. C. United           |
| 1999      | D. C. United           |
| 2000      | MetroStars             |
| 2001      | Miami Fusion F. C.     |
| 2002      | New England Revolution |
| 2003      | Chicago Fire           |
| 2004      | Columbus Crew          |
| 2005      | New England Revolution |
| 2006      | D. C. United           |
| 2007      | D. C. United           |
| 2008      | Columbus Crew          |
| 2009      | Columbus Crew          |
| 2010      | New York Red Bulls     |
| 2011      | Sporting Kansas City   |
| 2012      | Sporting Kansas City   |
| 2013      | New York Red Bulls     |
| 2014      | D. C. United           |
| 2015      | New York Red Bulls     |
| 2016      | New York Red Bulls     |
| 2017      | Toronto F. C.          |
| 2018      | New York Red Bulls     |
| 2019      | New York City F. C.    |
| 2020      | Philadelphia Union     |
| 2021      | New England Revolution |
| 2022      | Philadelphia Union     |
| 2023      | F. C. Cincinnati       |
| 2024      | Inter de Miami         |

| Temporada | Equipo                 |
| --------- | ---------------------- |
| 1996      | D. C. United           |
| 1997      | D. C. United           |
| 1998      | D. C. United           |
| 1999      | D. C. United           |
| 2000      | -                      |
| 2001      | -                      |
| 2002      | New England Revolution |
| 2003      | Chicago Fire           |
| 2004      | D. C. United           |
| 2005      | New England Revolution |
| 2006      | New England Revolution |
| 2007      | New England Revolution |
| 2008      | Columbus Crew          |
| 2009      | Real Salt Lake         |
| 2010      | Colorado Rapids        |
| 2011      | Houston Dynamo F. C.   |
| 2012      | Houston Dynamo F. C.   |
| 2013      | Sporting Kansas City   |
| 2014      | New England Revolution |
| 2015      | Columbus Crew          |
| 2016      | Toronto F. C.          |
| 2017      | Toronto F. C.          |
| 2018      | Atlanta United F. C.   |
| 2019      | Toronto F. C.          |
| 2020      | Columbus Crew          |
| 2021      | New York City F. C.    |
| 2022      | Philadelphia Union     |
| 2023      | Columbus Crew          |
| 2024      | New York Red Bulls     |

## Campeones de la MLS Cup
- 1996: D. C. United
- 1997: D. C. United
- 1999: D. C. United
- 2004: D. C. United
- 2008: Columbus Crew
- 2013: Sporting Kansas City
- 2017: Toronto F. C.
- 2018: Atlanta United F. C.
- 2020: Columbus Crew
- 2021: New York City F. C.
- 2023: Columbus Crew